# Pattinaggio di velocità ai I Giochi olimpici invernali - Combinata maschile
La competizione della combinata maschile pattinaggio di velocità dei I Giochi olimpici invernali si è svolta i giorni 26 e 27 gennaio 1924 a Chamonix.

## Risultati
Sono validi i risultati delle prove individuali.
| Pos.    | Concorrente      | Nazione   | 500 m | 500 m  | 5000 m  | 5000 m | 1500 m | 1500 m | 10000 m | 10000 m | TP   | PT     |
| Pos.    | Concorrente      | Nazione   | Tempo | Piazz. | Tempo   | Piazz. | Tempo  | Piazz. | Tempo   | Piazz.  | TP   | PT     |
| Oro     | Clas Thunberg    | Finlandia | 44"8  | 1,5    | 8'39"0  | 1,0    | 2'20"8 | 1,0    | 18'07"8 | 2,0     | 5,5  | 198,02 |
| Argento | Roald Larsen     | Norvegia  | 44"8  | 1,5    | 8'50"2  | 3,0    | 2'22"0 | 2,0    | 18'12"2 | 3,0     | 9,5  | 199,76 |
| Bronzo  | Julius Skutnabb  | Finlandia | 46"4  | 4,0    | 8'48"4  | 2,0    | 2'26"6 | 4,0    | 18'04"8 | 1,0     | 11,0 | 202,35 |
| 4       | Harald Strøm     | Norvegia  | 45"6  | 3,0    | 8'54"6  | 5,0    | 2'29"0 | 5,0    | 18'18"6 | 4,0     | 17,0 | 203,66 |
| 5       | Sigurd Moen      | Norvegia  | 47"2  | 5,0    | 8'51"0  | 4,0    | 2'25"6 | 3,0    | 18'19"0 | 5,0     | 17,0 | 203,78 |
| 6       | Léonhard Quaglia | Francia   | 48"4  | 6,0    | 9'08"6  | 6,0    | 2'37"0 | 7,0    | 18'25"0 | 6,0     | 25,0 | 210,84 |
| 7       | Alberts Rumba    | Lettonia  | 48"8  | 7,0    | 9'14"4  | 7,0    | 2'32"0 | 6,0    | 19'14"6 | 7,0     | 27,0 | 212,64 |
| 8       | Leon Jucewicz    | Polonia   | 49"6  | 8,0    | 10'05"6 | 8,0    | 2'42"6 | 8,0    | 20'40"8 | 8,0     | 32,0 | 226,40 |
| 9       | André Gegout     | Francia   | 53"2  | 9,0    | 10'15"2 | 9,0    | 2'54"4 | 9,0    | 21'03"4 | 9,0     | 36,0 | 236,02 |

Non hanno concluso le 4 prove
- Asser Wallenius  Finlandia
- Axel Blomqvist  Svezia
- Charles Gorman  Canada
- Eric Blomgren  Svezia
- Albert Hassler  Francia
- Louis De Ridder  Belgio
- George de Wilde  Francia
- Gaston Van Hazebroeck  Belgio
- Philippe Van Volckxsom  Belgio
- Frederick Dix  Gran Bretagna
- Bernard Sutton  Gran Bretagna
- Marcel Moens  Belgio
- Cyril Horn  Gran Bretagna
- Albert Tebbit  Gran Bretagna